# János Jósika

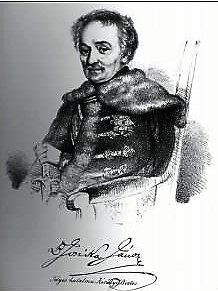
Baron János Jósika

János Jósika de Branyicska (Branyicska, 1778 - Kolozsvár, 16 mei 1843) was een Hongaars bestuurder in het keizerrijk Oostenrijk.
Baron Jósika was de zoon van baron Antal Jósika (1745-1803), de opper-ispán van het comitaat Hunyad, en Mária Jozefa Teleki (1749-1815). János Jósika werd hoofd van de Zevenburgse regering. In 1812 werd hij net als zijn vader opper-ispán van Hunyad en van 1822 tot 1834 was hij de Habsburgse gouverneur van Zevenburgen. In 1834 ging hij met pensioen en ontving hij het grootkruis in de Oostenrijkse Leopoldsorde.